# Live at the Star Club, Hamburg
Live at the Star Club, Hamburg is een livealbum van de Amerikaanse zanger Jerry Lee Lewis. De opnamen zijn op 5 april 1964 gemaakt in de Star-Club in Hamburg, Duitsland. Lewis werd bij zijn optreden begeleid door drie leden van de Britse popgroep The Nashville Teens:
- John Allen, gitaar
- Pete Shannon, basgitaar
- Barry Jenkins, drums

Jerry Lee Lewis speelde zelf piano tijdens het optreden.

## De opname
Het idee om het optreden vast te leggen kwam van Siggi Loch, hoofd van de afdeling jazz van Philips.
Tijdens het optreden werden zestien nummers opgenomen. Dertien daarvan kwamen terecht op de langspeelplaat die later in 1964 uitkwam. Eén nummer, Down the line, werd in 1989 toegevoegd op de heruitgave op compact disc (Bear Family BCD 15467). De opnamen van You win again en I'm on fire zijn waarschijnlijk verloren gegaan.

## Nummers
| Nr. | Titel                      | Schrijver(s)                  | Duur |
| --- | -------------------------- | ----------------------------- | ---- |
| 1.  | Mean woman blues           | Claude Demetrius              | 4:01 |
| 2.  | High school confidential   | Ron Hargrave, Jerry Lee Lewis | 2:25 |
| 3.  | Money (That's what I want) | Janie Bradford, Berry Gordy   | 4:35 |
| 4.  | Matchbox                   | Carl Perkins                  | 2:46 |
| 5.  | What'd I say, Part 1       | Ray Charles                   | 2:18 |
| 6.  | What'd I Say, Part 2       | Ray Charles                   | 3:08 |

| Nr. | Titel                        | Schrijver(s)                                        | Duur |
| --- | ---------------------------- | --------------------------------------------------- | ---- |
| 1.  | Great balls of fire          | Otis Blackwell, Jack Hammer                         | 1:48 |
| 2.  | Good golly Miss Molly        | Robert Blackwell, John Marascalco                   | 2:19 |
| 3.  | Lewis boogie                 | Jerry Lee Lewis                                     | 1:55 |
| 4.  | Your cheatin' heart          | Hank Williams sr.                                   | 3:03 |
| 5.  | Hound dog                    | Jerry Leiber & Mike Stoller                         | 2:28 |
| 6.  | Long tall Sally              | Enotris Johnson, Robert Blackwell, Richard Penniman | 1:52 |
| 7.  | Whole lotta shakin' goin' on | Dave ‘Curlee’ Williams, Roy Hall                    | 4:24 |

| Nr. | Titel         | Schrijver(s) | Duur |
| --- | ------------- | ------------ | ---- |
| 1.  | Down the line | Roy Orbison  | 2:58 |

## Reputatie
De critici zijn doorgaans lovend over het album. Zo schrijft Stephen Thomas Erlewine op Allmusic:
Words cannot describe -- cannot contain -- the performance captured on Live at the Star Club, Hamburg, an album that contains the very essence of rock & roll. (...) Who knows why this was a night where everything exploded for Jerry Lee Lewis? It sounds like all of his rage at not being the accepted king of rock & roll surfaced that night, but that probably wasn't a conscious decision on his part -- maybe the stars were aligned right, or perhaps he just was in a particularly nasty mood.
(Woorden schieten tekort om het optreden vastgelegd op Live at the Star Club, Hamburg te beschrijven -- of te omvatten, een album dat de kwintessens van rock-'n-roll bevat. (...) Wie weet waarom dit een nacht was waarin voor Jerry Lee Lewis alles explodeerde? Het klinkt of al zijn woede omdat hij niet de alom aanvaarde koning van de rock-'n-roll was, die nacht aan de oppervlakte kwam, maar misschien was dat niet eens een bewuste beslissing van zijn kant -- misschien stonden de sterren precies goed, of misschien had hij toevallig net een bijzonder nijdige bui.)
Milo Miles schreef in Rolling Stone:
Live at the Star Club, Hamburg is not an album, it's a crime scene: Jerry Lee Lewis slaughters his rivals in a thirteen-song set that feels like one long convulsion. (...) Live at the Star Club is not country, boogie, bop or blues but showdown rock & roll, with no survivors but the Killer.
(Live at the Star Club, Hamburg is geen album, het is een plaats delict: Jerry Lee Lewis slacht zijn rivalen af in een reeks van dertien liedjes die aanvoelt als één langdurige uitbarsting van dadendrang. (...) Live at the Star Club is geen country, boogie, bop of blues maar de climax van rock-'n-roll, met geen andere overlevenden dan The Killer.)
Het album staat in Robert Dimery’s lijst van 1001 Albums You Must Hear Before You Die.